# Млин (Вараський район)
Млин — село в Україні, у Локницькій сільській громаді Вараського району Рівненської області.
У селі станом на 1 січня 2007 року мешкала 151 особа.
У селі є фельдшерсько-акушерський пункт, сільський клуб.

## Населення
За переписом населення 2001 року в селі мешкали 164 особи.

### Мова
Розподіл населення за рідною мовою за даними перепису 2001 року:
| Мова       | Відсоток |
| ---------- | -------- |
| українська | 98,80 %  |
| російська  | 0,60 %   |
| білоруська | 0,60 %   |